# Terry Sanford
James Terry Sanford, ameriški politik, častnik in pedagog, * 20. avgust 1917, Laurinburg, Severna Karolina, † 18. april 1998.
Sanford je bil guverner Severne Karoline (1961-1965) in senator ZDA iz Severne Karoline (1986-1993). Dvakrat (1972 in 1976) je neuspešno sodeloval na volitvah za predsednika ZDA.